# بی‌گناه (فیلم ۱۹۶۷)
بی‌گناه (به تامیلی: Nirdoshi) و (به انگلیسی: Innocent) فیلمی هندی محصول سال ۱۹۶۷ و به کارگردانی وی دادا میراسی است. در این فیلم بازیگرانی همچون ن. ت. راما رائو، ساویتری و آنجلی دوی ایفای نقش کرده‌اند.